# 大阪-ハンブルクカップ
大阪-ハンブルクカップ（おおさかハンブルクカップ）とは、日本中央競馬会 (JRA) が阪神競馬場で施行する競馬の競走である。正賞はハンブルク競馬場賞。
競走名は大阪市と友好都市提携しているドイツ・ハンブルクに由来する。交換競走であり、ハンブルク競馬場では「阪神カップ」が施行されている。

## 概要
1996年まで施行されていた大阪城ステークスの施行時期、条件を引き継ぎ、1997年にオープンクラスのハンデキャップ競走として創設された。
芝2400m戦で開催されていた2016年までは時期的に本競走をステップに天皇賞（春）へ出走する馬がおり、JRA-VANの調べによれば2002年から2011年までの10年間に3頭が、いずれも単勝10番人気以下の評価を覆して3着以内に入賞している。
出走資格はサラブレッド系4歳（旧表記5歳）以上のJRA所属の競走馬（外国産馬含む）、JRAに認定された地方所属の競走馬及び外国調教馬である。

## 歴史
- 1997年[3] - 阪神競馬場にて5歳（現4歳）以上の競走馬による芝2500mの混合競走・オープン特別競走「大阪-ハンブルクカップ」として創設。負担重量はハンデキャップ。
- 2001年 - 馬齢表示の国際基準への変更に伴い、出走条件が「5歳以上」から「4歳以上」に変更。
- 2006年 - 競馬番組改編により、メインレースが阪神牝馬ステークスになったことに伴い、競走番号が第11競走から第10競走に変更。
- 2007年
  - 阪神競馬場の芝外回りコース新設に伴い、施行距離を芝外回り2400mに変更。
  - 混合競走から国際競走に変更。
- 2009年 - 関西主場において最終競走の発走時刻を16時40分に設定したことに伴い、競走番号が第10競走から第9競走に変更。
- 2011年 - 東北地方太平洋沖地震による番組変更に伴い、当初予定の第9競走から第10競走に変更して施行。
- 2012年 - 競馬番組改編により、メインレースが桜花賞になったことに伴い、競走番号が第9競走から第10競走に変更。
- 2017年 - 競馬番組改編により、施行距離を芝1400m、負担重量を別定に変更[7]。
- 2018年
  - 競馬番組改編により、施行条件を1600万円以下、負担重量をハンデキャップに変更[8]。
  - 国際競走から混合競走に変更。
- 2020年
  - 競馬番組改編により、施行条件を3勝クラス、施行距離を芝1200mに変更。
  - 新型コロナウイルス感染症（COVID-19）の流行及び改正・新型インフルエンザ等対策特別措置法32条に基づいて日本国政府から発令された新型コロナウイルス緊急事態宣言により、客を入れない「無観客競馬」として開催。
- 2021年
  - 競馬番組改編により、施行距離を芝2600m、施行条件をオープン特別に変更。
  - 混合競走から国際競走に変更。

### 歴代優勝馬
コース種別を表記していない距離は、芝コースを表す。
馬齢は2001年以降の表記に統一する。
| 施行日        | 競馬場 | 距離  | 条件      | 優勝馬             | 性齢 | タイム | 優勝騎手   | 管理調教師 |
| ------------- | ------ | ----- | --------- | ------------------ | ---- | ------ | ---------- | ---------- |
| 1997年4月05日 | 阪神   | 2500m | オープン  | セイントリファール | 牡4  | 2:36.5 | 武豊       | 大久保正陽 |
| 1998年4月12日 | 阪神   | 2500m | オープン  | サンデーカイザー   | 牡5  | 2:32.6 | 村山明     | 松元省一   |
| 1999年4月10日 | 阪神   | 2500m | オープン  | ポートブライアンズ | 牡5  | 2:33.6 | 和田竜二   | 岩元市三   |
| 2000年4月08日 | 阪神   | 2500m | オープン  | タヤスメドウ       | 牡5  | 2:31.7 | 河内洋     | 加藤敬二   |
| 2001年4月07日 | 阪神   | 2500m | オープン  | メジロサンドラ     | 牝5  | 2:33.3 | 安藤勝己   | 池江泰郎   |
| 2002年4月06日 | 阪神   | 2500m | オープン  | トウカイオーザ     | 牡5  | 2:30.5 | 幸英明     | 松元省一   |
| 2003年4月12日 | 阪神   | 2500m | オープン  | トウカイオーザ     | 牡6  | 2:33.1 | M.デムーロ | 松元省一   |
| 2004年4月10日 | 阪神   | 2500m | オープン  | ヴィータローザ     | 牡4  | 2:31.9 | 岩田康誠   | 橋口弘次郎 |
| 2005年4月09日 | 阪神   | 2500m | オープン  | ビッグゴールド     | 牡7  | 2:32.5 | 和田竜二   | 中尾正     |
| 2006年4月08日 | 阪神   | 2500m | オープン  | トウカイカムカム   | 牡5  | 2:35.4 | 武豊       | 田所秀孝   |
| 2007年4月07日 | 阪神   | 2400m | オープン  | ファストタテヤマ   | 牡8  | 2:30.4 | 武幸四郎   | 安田伊佐夫 |
| 2008年4月12日 | 阪神   | 2400m | オープン  | シルクネクサス     | 牡6  | 2:25.0 | 藤岡佑介   | 岡田稲男   |
| 2009年4月11日 | 阪神   | 2400m | オープン  | ゼンノグッドウッド | 牡6  | 2:28.7 | 武幸四郎   | 浅見秀一   |
| 2010年4月10日 | 阪神   | 2400m | オープン  | ニホンピロレガーロ | 牡7  | 2:27.0 | 酒井学     | 服部利之   |
| 2011年4月09日 | 阪神   | 2400m | オープン  | ビートブラック     | 牡4  | 2:26.4 | 岩田康誠   | 中村均     |
| 2012年4月08日 | 阪神   | 2400m | オープン  | ユニバーサルバンク | 牡4  | 2:26.3 | 田辺裕信   | 松田博資   |
| 2013年4月07日 | 阪神   | 2400m | オープン  | レッドデイヴィス   | 騸5  | 2:28.6 | 浜中俊     | 音無秀孝   |
| 2014年4月13日 | 阪神   | 2400m | オープン  | タニノエポレット   | 牡7  | 2:24.2 | 福永祐一   | 村山明     |
| 2015年4月12日 | 阪神   | 2400m | オープン  | サトノシュレン     | 牡7  | 2:27.7 | 柴田善臣   | 村山明     |
| 2016年4月10日 | 阪神   | 2400m | オープン  | クリプトグラム     | 牡4  | 2:25.4 | 戸崎圭太   | 藤原英昭   |
| 2017年4月09日 | 阪神   | 1400m | オープン  | エポワス           | 騸9  | 1:22.4 | 福永祐一   | 藤沢和雄   |
| 2018年4月08日 | 阪神   | 1400m | 1600万下  | ヤマカツグレース   | 牝4  | 1:21.1 | 池添謙一   | 池添兼雄   |
| 2019年4月07日 | 阪神   | 1400m | 1600万下  | トゥザクラウン     | 牡5  | 1:20.5 | 福永祐一   | 池江泰寿   |
| 2020年4月12日 | 阪神   | 1200m | 3勝クラス | グランドロワ       | 牡6  | 1:09.9 | 松山弘平   | 鈴木孝志   |
| 2021年4月11日 | 阪神   | 2600m | オープン  | ミスマンマミーア   | 牝6  | 2:35.1 | 福永祐一   | 寺島良     |
| 2022年4月10日 | 阪神   | 2600m | オープン  | ディアマンミノル   | 牡5  | 2:37.1 | 荻野極     | 本田優     |
| 2023年4月08日 | 阪神   | 2600m | オープン  | アーティット       | 牡4  | 2:38.1 | 岩田望来   | 友道康夫   |
| 2024年4月06日 | 阪神   | 2600m | オープン  | レッドバリエンテ   | 牡5  | 2:37.5 | 川田将雅   | 中内田充正 |
| 2025年4月13日 | 阪神   | 2600m | オープン  | アドマイヤテラ     | 牡4  | 2:39.8 | 武豊       | 友道康夫   |